# Juan Samuel
Juan Milton Samuel (San Pedro de Macorís, 9 de diciembre de 1960) es un ex segunda base dominicano que jugó en las Grandes Ligas de Béisbol, pasando dieciséis temporadas en las mayores con los Filis de Filadelfia (1983-1989), Mets de Nueva York (1989), Dodgers de Los Ángeles (1990-1992), Reales de Kansas City (1992, 1995), Rojos de Cincinnati (1993), Tigres de Detroit (1994-1995) y Toronto Blue Jays (1996-1998). Tres veces All-Star de la Liga Nacional, Samuel participó en la serie Mundial de 1983 con los Filis. Se desempeñó como mánager interino de los Orioles de Baltimore durante la temporada de 2010.  Actualmente es el entrenador de tercera base de los Filis.

## Carrera
En una carrera de 16 temporada como jugador, Samuel fue un bateador de .259 con 161 jonrones y 703 carreras impulsadas en 1,720 juegos.
Samuel fue firmado originalmente como un amateur por los Filis de Filadelfia en 1980. Un tres veces All-Star, Samuel ganó el [The Sporting News Rookie of the Year Award Premio al Novato del Año de la Liga Nacional] de The Sporting News en 1984, cuando empató en el liderato de la Liga Nacional con 19 triples y en segundo lugar con 72 bases robadas estableciendo un récord para un novato (roto por Vince Coleman en la temporada siguiente).
En 1987, Samuel se convirtió en el primer jugador en la historia de las Grandes Ligas en llegar a números de dos dígitos en dobles, triples, jonrones y bases robadas en cada una de sus primeras cuatro temporadas en Grandes Ligas. Un año más tarde, le faltó solo un triple para repetir esta hazaña para quinto año consecutivo una.
Durante su carrera de Grandes Ligas, Samuel recolectó 1,578 hits, 396 bases robadas, y también alcanzó cifras de dos dígitos en jonrones en nueve ocasiones. Jugador popular en Filadelfia, apareció en la Serie Mundial de 1983, yéndose de 1-0 en tres partidos.
Samuel fue enviado a los Mets de Nueva York durante la mitad de la temporada de 1989 en la misma transacción que trajo a Lenny Dykstra y Roger McDowell a Filadelfia. También jugó dos temporadas y media, tanto para los Dodgers como para los Tigres, pasó un año en Cincinnati, tuvo dos breves intervenciones con los Reales, y tuvo tres buenos años con Toronto, desempeñándose como bateador emergente, bateador designado, primera base, segunda base, tercera base, y en los jardines izquierdo y derecho. Se retiró tras la temporada de 1998.
Samuel ostenta el récord en Grandes Ligas de mayor veces al bate para un bateador derecho en una temporada con 701, en 1984. Esta marca fue también el máximo rendimiento de cualquier bateador de la Liga Nacional en una sola campaña, luego superado por Jimmy Rollins. También empató una marca de GL por ponches consecutivos con cuatro (1984-87), compartido con Hack Wilson (1927-1930) y Vince DiMaggio (1942-45). Samuel está empatado en el 146.° lugar en triples.

## Después del retiro
Desde que se retiró como jugador, Samuel ha sido entrenador en varios niveles y en diversos roles. Fue entrenador de tercera base de los Tigres de Detroit en 2005 después de haber sido entrenador de primera base para el equipo desde 1999. Dirigió el equipo de Doble-A Binghamton Mets en la temporada 2006, y fue nombrado entrenador de tercera base de los Orioles de Baltimore en octubre de 2006, donde permaneció hasta la primera parte de 2010.
En agosto de 2008, Samuel fue incluido en el Philadelphia Phillies Wall of Fame del Citizens Bank Park.
Samuel se unió al cuerpo técnico de los Filis como entrenador de  tercera base en la temporada de 2011.

## Mánager interino
Samuel fue nombrado mánager interino de los Orioles después de que Dave Trembley fuera despedido el 4 de junio de 2010. Tuvo que hacerse cargo de un equipo de béisbol que estaba en el último lugar en el Este de la Liga Americana y con el peor récord 39-15. Durante su breve dirigencia, el equipo tuvo un par de cuatro victorias consecutivas. La primera en junio 24-27 se destacó por una barrida de tres juegos a los Nacionales de Washington en el Camden Yards. Su primera barrida de cuatro partidos desde el año 1995 cuando derrotaron a los eventuales campeones de la Liga Americana los Rangers de Texas en el Rangers Ballpark in Arlington. Además de esto, los Orioles mostraron un ligero mejoramiento a medida que se fueron de 34-17 bajo la dirección de Samuel, y cuya temporada finalizó el 1 de agosto con una derrota 5-4 en el Kauffman Stadium, la tercera derrota consecutiva para los Reales de Kansas City. Tres días antes, el 29 de julio, se anunció a Buck Showalter como sucesor de Samuel como mánager titular el 3 de agosto. Después de rechazar una oferta para regresar a su antiguo trabajo como entrenador de tercera base, Samuel aceptó un puesto en la organización como un evaluador para la academia de los Orioles en la República Dominicana por el resto de la temporada.